# Convoi HX 38
Le convoi HX 38 est un convoi passant dans l'Atlantique nord, pendant la Seconde Guerre mondiale. Il part de Halifax au Canada le 26 avril 1940 pour différents ports du Royaume-Uni et de la France. Il arrive à Liverpool le 12 mai 1940.

## Composition du convoi
Ce convoi est constitué de 41 cargos :
- Royaume-Uni : 31 cargos
- Norvège : 4 cargos
- Suède : 1 cargo
- France : 2 cargos
- Panama : 2 cargos
- États-Unis : 1 cargo

## L'escorte
Ce convoi est escorté en début de parcours par :
- les destroyers canadiens : NCSM Saguenay et NCSM Skeena
- Un paquebot armé britannique : RMS Ascania (en)

## Le voyage
Les destroyers canadiens quittent le convoi le 27 avril. Le paquebot restera jusqu'au 6 mai. Le 1er mai, deux destroyers HMS Walpole (en) et HMS Wessex (en) rejoignent le convoi.
Le convoi arrive sans problème.